# Gaillac-d’Aveyron
Gaillac-d’Aveyron (okzitanisch: Galhac) ist eine französische Gemeinde mit 326 Einwohnern (Stand: 1. Januar 2022) im Département Aveyron in der Region Okzitanien. Sie gehört zum Arrondissement Rodez und zum Kanton Lot et Palanges. Die Einwohner werden Gaillaciens genannt.

## Geographie
Gaillac-d’Aveyron liegt etwa 27 Kilometer östlich von Rodez am Aveyron. Umgeben wird Gaillac-d’Aveyron von den Nachbargemeinden 
- Palmas d’Aveyron mit Coussergues im Norden und Nordwesten,
- Vimenet im Norden,
- Sévérac d’Aveyron mit Buzeins im Osten und Nordosten und Recoules-Prévinquières im Süden und Südosten,
- Vézins-de-Lévézou im Süden,
- Ségur im Süden und Südwesten,
- Laissac-Sévérac l’Église im Westen.

Durch die Gemeinde führt die Route nationale 88.

## Bevölkerungsentwicklung
| Jahr                      | 1962 | 1968 | 1975 | 1982 | 1990 | 1999 | 2006 | 2013 |
| Einwohner                 | 447  | 467  | 430  | 379  | 342  | 328  | 281  | 314  |
| Quelle: Cassini und INSEE |      |      |      |      |      |      |      |      |

## Sehenswürdigkeiten
- Dolmen von Lespinasse, seit 1989 Monument historique
- Dolmen von Saplous, seit 1995 Monument historique
- Dolmen La Vernhiette, seit 1989 Monument historique
- Kirche Saint-Jean-Baptiste aus dem 17. Jahrhundert
- Kirche Saint-André im Ortsteil Gagnac
- Schloss Lugans, seit 1986 Monument historique

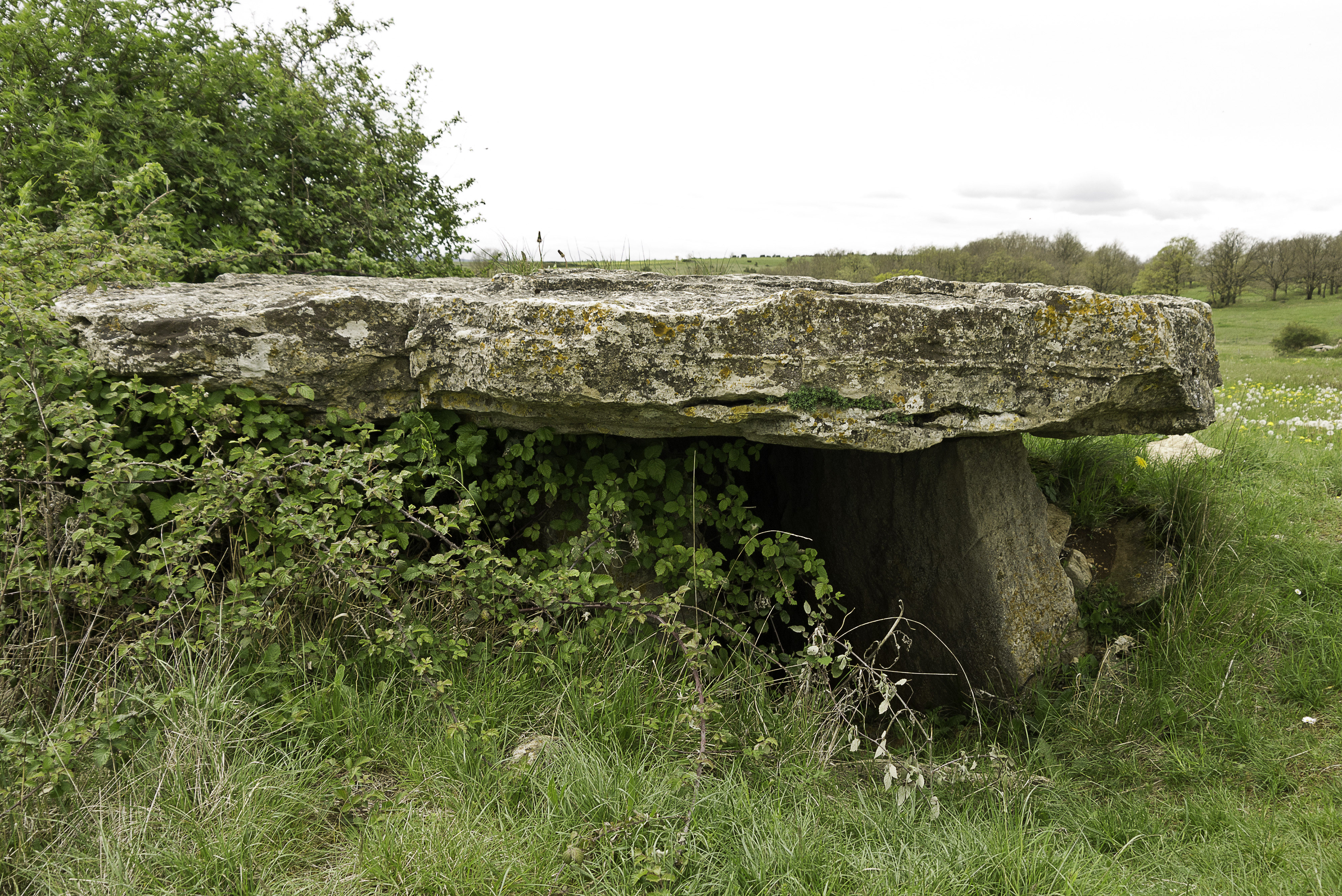
Dolmen von Saplous